# Johannesburg
Johannesburg (/dʒoʊˈhænɪsbɜːrɡ/ joh-HAN-iss-burg,  -⁠HAHN-, tiếng Afrikaans: [jʊəˈɦanəsbœrχ]; Zulu and Xhosa: eGoli [ɛˈɡɔːli]) (còn được gọi là Jozi, Joburg, Jo'burg) là thành phố nổi tiếng nhất tại Nam Phi.
Thành phố là sự kết hợp lại của nhiều thành phố và thị trấn nhỏ trở thành một siêu đô thị. Đây là một trong 100 đô thị lớn nhất thế giới, là thủ phủ của tỉnh Gauteng, tỉnh giàu nhất của Nam Phi. Thành phố cũng là nơi đặt Tòa án Hiến pháp, tòa án tối cao của Nam Phi. Nhiều công ty và ngân hàng lớn của Nam Phi đặt trụ sở ở Johannesburg. Thành phố này nằm trong khu vực đồi Witwatersrand với rất nhiều khoáng sản, là trung tâm giao dịch quốc tế về khoáng sản và vàng.
Johannesburg được thành lập vào năm 1886, khi người dân tìm thấy vàng ở những khu vực vốn là đồng ruộng. Nhờ trữ lượng vàng cực kỳ lớn được tìm thấy trong vùng, trong vòng 10 năm, dân số đã tăng lên hơn 100 nghìn người. Có một thành phố lân cận tên là Soweto, tồn tại từ năm thập niên 70 đến năm 1994 thì được sáp nhập vào khu vực đại đô thị Johannesburg. Tên thành phố là viết tắt từ cụm từ "South-Western Townships", đây vốn là nơi ở của những người lao động da đen không có giấy tờ phục vụ cho ngành công nghiệp khai thác vàng.
Soweto, sau khi được sáp nhập vào Johannesburg, vẫn là nơi sinh sống chủ yếu của người da đen, người da trắng không được phép cư trú ở đây. Những công dân da đen cũng không được phép sinh sống ở những khu vực dành riêng cho người da trắng. Một vùng khác, Lenasia là nơi ở của những người Nam Phi gốc Ấn (người có gốc từ Ấn độ và khu vực Nam Á được thực dân Anh mang tới). Những khu vực này được quy hoạch là khu vực không người da trắng cư trú trong nhiều thập kỷ dưới chế độ Apartheid.
Johannesburg là nơi tổ chức bóng đá Vô địch thế giới FIFA World Cup 2010 bao gồm cả trận Chung kết.
Theo thống kê năm 2019, dân số của thành phố là 5.635.127, là thành phố đông dân nhất Nam Phi. Diện tích thành phố là 1.645 km2 hay 635 dặm vuông Anh, mật độ cư dân là 2364 người/km2